# Harner Mühle
Die Harner Mühle war eine oberschlächtige Wassermühle am Haarbach in der Stadt Aachen in der heutigen nordrhein-westfälischen Städteregion Aachen im Regierungsbezirk Köln.

## Geographie
Die Harner Mühle hatte ihren Standort am Haarbach und gehörte einst zum Gesamtkomplex Gut Neuenhof, Haarhof und Gut Weide an der heutigen Debyestraße, der im 17. und 18. Jahrhundert als Lehnsgut unter anderem von der Familie des Bürgermeisters Johann Wilhelm von Olmüssen, genannt Mülstroe, verwaltet wurde. Sie lag auf einer Höhe von ca. 230 m über NN. Die Harner Mühle war die erste Mühle am Haarbach, unterhalb lag die Nirmer Mühle.

## Gewässer
Die Quellen des Haarbachs lagen in früherer Zeit in einer Höhe von ca. 231 m über NN in der Nähe des ehemaligen Driescher Hofs in der Stadt Aachen. Heute beginnt der Bach in der Nähe von Gut Neuenhof und fließt nordöstlich in Richtung Eilendorf und Haaren, wo er in die Wurm mündet.

## Geschichte
Eine erste Mühle am Haarbach befand sich zwischen Gut Neuenhof und dem Haarhof an der heutigen Debyestraße. Die erste urkundliche Erwähnung erfolgte zwischen 1229 und 1331 als molendino harne. Auf einem Plan von 1646 steht die Harnmühl in der Nähe vom Haarhof. Sie war eine Mahlmühle und wurde von einem oberschlächtigen Wasserrad bis 1964 angetrieben. Der Überlieferung nach wurde das Mühlengebäude noch bis Ende des 20. Jahrhunderts als Stall genutzt.

## Galerie

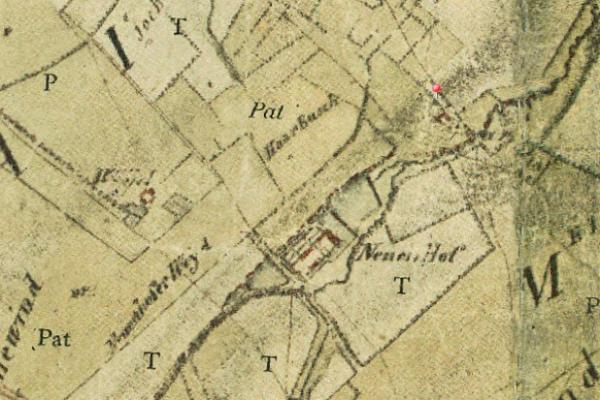
Standort der Harner Mühle nahe dem Haarhof auf der Tranchotkarte 1805/07
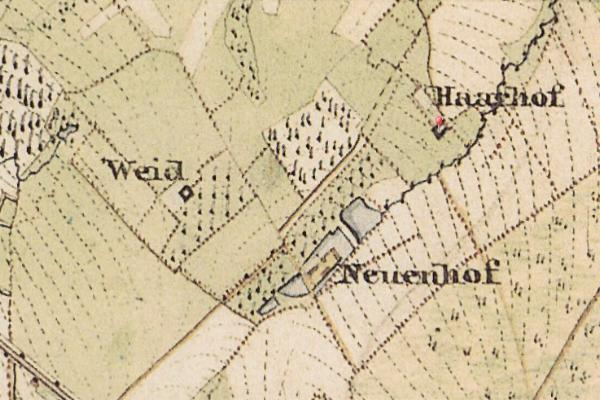
Uraufnahme 1846, am Haarhof stand die Harner Mühle
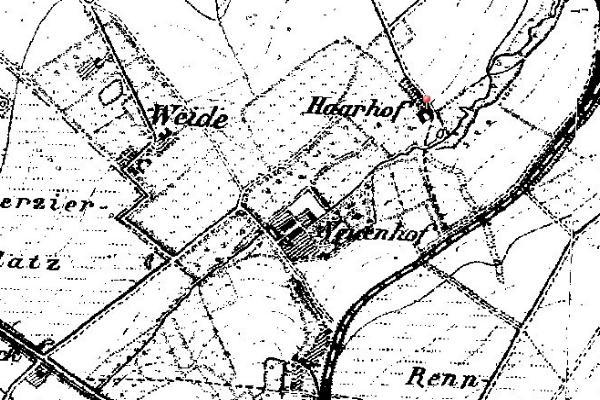
Der Haarhof auf der Neuaufnahme von 1892